# Váhikum

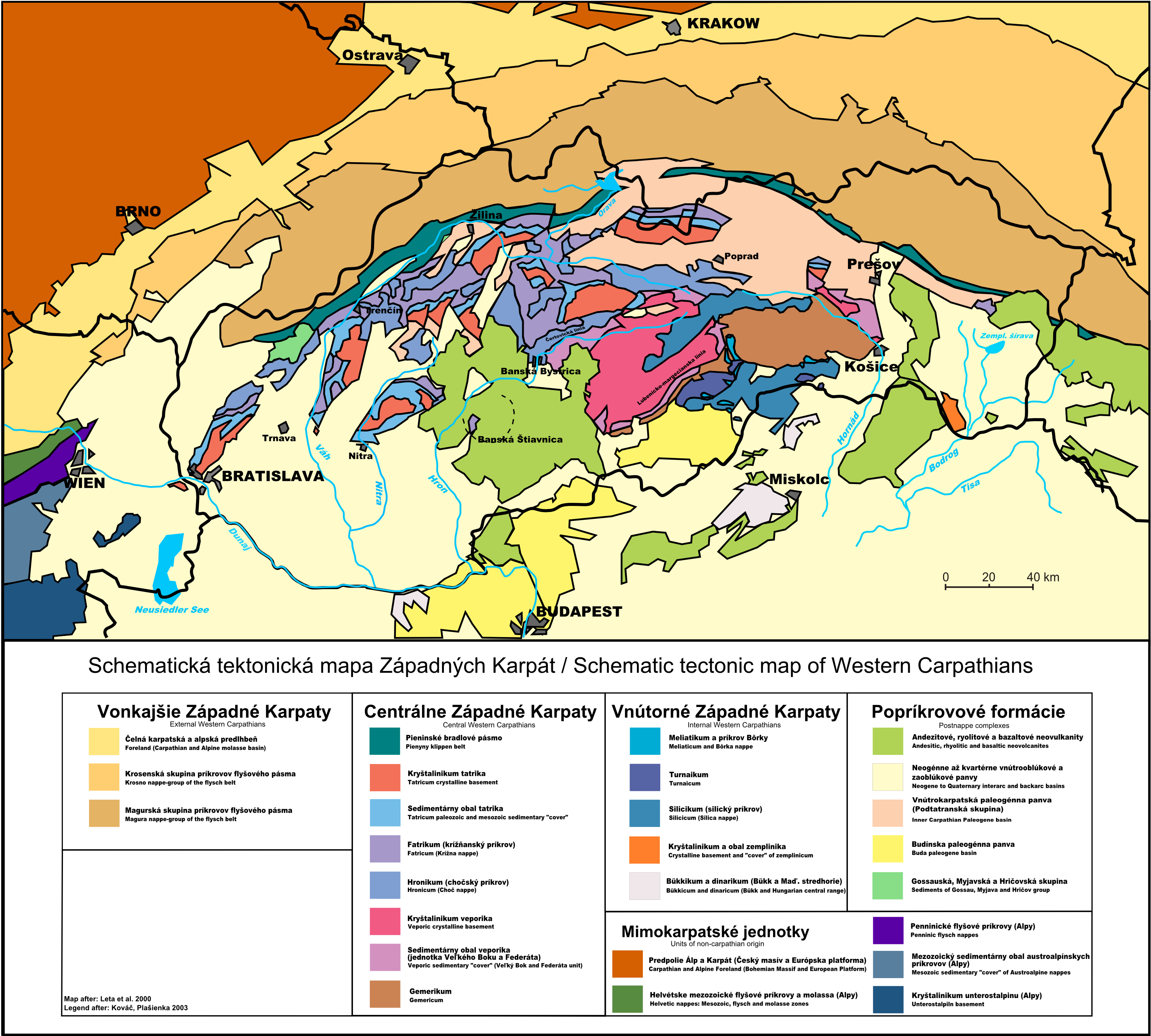
Tektonická mapa Slovenska

Váhikum je předpokládaná tektonická jednotka Západních Karpat, která by měla být analogií alpského jižního penninika, tedy dnes zaniklý prostor pokračování alpského Piemontsko-ligurského oceánu, který je v Karpatech označován jako „Váhický oceán“. Tento prostor se podle některých představ v období od střední jury (bajok) po konec křídy mohl nacházet mezi oravikem a severním okrajem tatrika. V průběhu křídy až paleogénu byla jeho oceánská (nebo ztenčená kontinentální) kůra subdukována a později překryta násunem tatrika.

## Historie výzkumu
Přítomnost penninika i jeho předpokládaný výskyt na rozhraní externid a internid předpokládal Dimitrij Andrusov už v roce 1960. Termín váhikum je odvozen od řeky Váh, zavedl jej ve svých pracích v letech 1980 a 1981 Michal Maheľ, na základě analogie s Alpami.
V roce 1982 byly v severní části Považského Inovce identifikovány první výskyty svrchněkřídových vápnitých břidlic. Tyto horniny byly pokládány za součást klapské jednotky. Po nálezu jurských olistolitů radiolaritů někteří autoři předpokládali existenci kontinuálního jurského až svrchněkřídového vrstevního sledu, který označili termínem „belická jednotka“ a považovali je za součást váhika.
Pozdější výzkumy tyto názory nepotvrdily a příslušnost těchto hornin k váhiku zpochybnily. Nejistota samotné správné definice váhika způsobuje, že někteří autoři horninové celky označované za váhikum strukturně řadí do infratatrika, tedy k vnější části tatrika, která měla přiléhat k váhickému oceánu.
Existence váhika jako oceánské domény je v současnosti zpochybňována, i když není vyloučena jeho existence několik kilometrů pod horninami externí části tatrika (infratatrika). Diskutabilní zůstává i otázka příslušnosti dalších jednotek, považovaných různými autory za součást váhika.

## Stavba a členění
Za možné zbytky váhika jsou považovány především zachované fragmenty belické jednotky v Považském Inovci a to v jeho severním (mezi Selcem a Mnichovou Lehotou) i jižním bloku (severně od Hlohovce). Tvoří je slabě metamorfované usazené horniny. Nejstaršími z nich jsou olistolity radiolaritů svrchní jury (malm), které podle některých interpretací sklouzly do spodněkřídových křemitých břidlic a svrchněkřídového (senon) flyše (hornobelické souvrství). Výrazně hlubokovodní původ těchto hornin však kontrastuje s přítomností jiného materiálu ze slepenců, obsahujících i klasty okolního krystalinika (hlavně svorů).
Analogické strukturní postavení krystalinika a mezozoika jsou známy i v Malých Karpatech (borinská jednotka) a Malé Fatře (kozolská jednotka). Z nich ale pouze borinská jednotka má svůj ekvivalent v penniniku Východních Alp. Na základě studia vrtů iňačovsko-kričevské jednotky se předpokládá váhikum i v oblasti Panonské pánve. Iňačovsko-kričevská jednotka tvoří předterciérní podloží Panonské pánve na východním Slovensku a západní Ukrajině. Tvoří ji slabě metamorfované triasové karbonáty, křemenné břidlice a další břidlice typu bündnerských, na které nasedá paleogenní flyš, místy se serpentinity. Za možnou součást váhika také někteří vědci považují surovínskou jednotku na Myjavské pahorkatině.